# ウィリアム・アストベリー
ウィリアム・アストベリー（William Astbury、1898年2月25日 - 1961年6月4日）はイギリスの物理学者、生化学者で、生体分子に対するX線回折研究の草分けである。彼のケラチンの研究が、ライナス・ポーリングらによるαヘリックスの発見のきっかけとなった。彼はDNAの構造についても研究し、1937年にはDNAの構造の解明の第一歩となる発見をした。

## 人生
アストベリーは7人兄弟の4番目の子供としてスタッフォードシャーのロングトンに生まれた。父のウィリアム・アストベリーは陶工であった。アストベリーと弟のノーマンは音楽を愛していた。
アストベリーも将来は陶工になると思われていたが、幸いなことにロンドン高校の奨学金をもらって高校に通った。彼の関心は、どちらも化学者である校長と副校長によって作られていった。首席で高校を卒業すると、彼は地元の唯一の奨学金を貰ってケンブリッジ大学ジーザス・カレッジに進学した。
ケンブリッジで2学期を過ごした後、彼は第一次世界大戦に動員された。盲腸の手術を受けたものの十分な薬がなかったため、彼は1917年にアイルランドのコークにあるイギリス陸軍医療部隊に配属された。彼は後にケンブリッジに戻り、物理学の専門課程を修了した。
ケンブリッジ大学を卒業すると、アストベリーは最初にユニヴァーシティ・カレッジ・ロンドンのヘンリー・ブラッグの下で、1923年からはロンドンの王立研究所で働いた。アストベリーは酒石酸の構造など、古典的な結晶学の研究に熱心に取り組んだ。1945年には王立協会からクルーニアン・メダル受賞。

## タンパク質のX線回折の研究
1928年、彼はリーズ大学で教職に就いた。彼はここで、繊維業界から財政的な支援を受け、ケラチンやコラーゲンなどの繊維状タンパク質の研究を行った。これらのサンプルは純粋な結晶の様な明瞭なスポットを作らなかったが、これらのパターンから今まで提案されてきたモデルに物理的な限界があることが読み取れた。
1930年代の初め、アスドベリーは濡れた羊毛を引き伸ばすと、前とは全く異なるパターンを見せることに気づいた。このデータは、引き伸ばす前の羊毛は5.1Åの繰り返しを持つコイル状の分子構造であることを示唆していた。この実験の結果より、アストベリーは、(1)伸ばす前のタンパク質分子はα型と言われるらせん状の構造をしている(2)タンパク質を伸ばすことによってらせん構造が壊れ、β型と言われる引き伸ばされた構造に変化するというモデルを提唱した。詳細について誤りはあったにせよ、アストベリーのこのモデルは概ね正しく、1951年にライナス・ポーリング、ロバート・コリー、ヘルマン・ブランソンらが提唱した二次構造の概念とも合致した。アストベリーのモデルでは原子同士がぶつかってしまっているため正しくない部分があると初めて指摘したのは、ハンス・ノイラートであった。ノイラートの論文とアストベリーのデータに刺激を受けたヒュー・テイラー、モーリス・ハギンズ、ローレンス・ブラッグらによってαヘリックスとよく似たケラチン分子の構造モデルが提唱された。
1931年には、彼はタンパク質分子の構造を安定化させるために主鎖間を架橋する水素結合の存在を始めて提唱した。彼の説はライナス・ポーリングらによって熱心に研究された。
アストベリーはミオシン、エピデルミン、フィブリンなどのX線の研究も行い、その回折パターンからこれらの分子構造も折り畳みコイル状構造になっていると推論した。
1937年、スウェーデンのトルビョルン・カスペルソンは子牛の胸腺から抽出した純粋なDNAのサンプルを彼に送った。アストベリーは回折パターンより、DNA分子の構造は2.7nmごとの繰り返しで塩基は0.34nm離れながら重なって平らに配置していると報告した。1938年にニューヨーク州コールドスプリングハーバーで開催されたシンポジウムで、アストベリーは0.34nmの空間はポリペプチド鎖におけるアミノ酸と同じであることを指摘した。
1946年、アストベリーはケンブリッジで開催されたシンポジウムに論文を用意し、その中で核酸の隙間とアミノ酸の大きさの一致は数学的な偶然ではないとした。
アストベリーは、彼の初歩的なデータからだけではDNAの正しい構造を提案するまでには至らなかった。1952年にはライナス・ポーリングはアストベリーの不完全なデータを使ってDNAの構造予測を発表したが、やはりこれも間違っていた。しかしアストベリーの洞察はモーリス・ウィルキンスとロザリンド・フランクリンの研究に引き継がれ、彼らの研究から1953年にフランシス・クリックとジェームズ・ワトソンが正しいDNAの構造モデルを提案するに至った。
彼は後年、様々な賞や名誉学位を授与されている。